# Man with a Gun
Man with a Gun ist ein kanadischer Thriller aus dem Jahr 1995. Regie führte David Wyles, das Drehbuch schrieb Laurie Finstad-Knizhnik anhand des Romans The Shroud Society von Hugh C. Rae.

## Handlung
Die Auftragsmörder John Wilbur Hardin und Jack Rushton arbeiten für eine kriminelle Organisation, welche von Philip Marquand angeführt wird. Jacks Ehefrau Rena taucht mit einer Diskette unter, auf der sich Material befindet, welches die Organisation belasten kann. Für die Herausgabe fordert sie zwei Millionen Dollar.
Rushton verlangt von Hardin, dass er Rena töten soll. Daraufhin wird deutlich, dass Rena und Hardin eine Affäre haben. Rena kommt auf die Idee, dass ihr Liebhaber ihre Zwillingsschwester Kathy Payne töten und die Leiche als die ihre ausgeben könnte. Hardin hat Zweifel, da er prinzipiell nur schuldige Menschen tötet. Währenddessen beauftragt Marquand den Neffen von Jack Rushton, Roy Burchill, mit der Lösung des Problems.
Hardin entführt Payne, die er jedoch nicht tötet. Stattdessen bringt er sie zu einem Zug und gibt ihr Ratschläge, wie sie untertauchen soll. Später sieht er Burchill und dessen Leute, die Payne für ihre Zwillingsschwester halten. Hardin verteidigt die Frau vor den Gangstern, von denen er einige töten kann. Er und Payne verstecken sich in einem Haus auf dem Land.
Burchill ist jedoch weiterhin auf der Suche nach Hardin und der Frau; dabei foltern er und seine Komplizen einen Freund Hardins. Es stellt sich heraus, dass Rena mit Burchill verschworen ist. Sie erschießt ihren Komplizen. Währenddessen kehrt Hardin in die Stadt zurück, wo er die Jagd auf Payne beenden will. Er trifft sich mit Rushton.

## Kritiken
Das Lexikon des internationalen Films schrieb, der Film sei „ein äußerst flacher Thriller mit dürftigen, pseudo-philosophischen Dialogen und einer Riege schwacher Darsteller“.

## Hintergründe
Der Film wurde in Vancouver gedreht. Er hatte seine Weltpremiere am 9. Oktober 1995 auf dem Vancouver International Film Festival.